# 鲍里斯·阿布拉莫维奇·别列佐夫斯基
鲍里斯·阿布拉莫维奇·别列佐夫斯基（羅馬化：Boris Abramovich Berezovskiy；1946年1月23日—2013年3月23日），曾爲俄罗斯金融寡头、政府官员、工程师和数学家。别列佐夫斯基在叶利钦时代的国有资产私有化时期累積了巨大财富，后扶植普京上台，但普京没有像叶利钦一样给予回报，終使他转而反对普京，被迫流亡英国，於2013年离奇死亡。

## 生平
別列佐夫斯基生於蘇聯莫斯科一個猶太人家庭，大學時代主修林業和应用数学，於1983年獲得學位。就讀期間他出版過16本學術論文，曾擔任俄羅斯科學院的管理層。1989年他開始從商，靠收購多家國有汽車企業起家，並把企業轉為專門進口汽車。由於商業王國不斷擴大，他聲望日隆。蘇聯解體後，在叶利钦時代他被指獲政治特權，運用政治影響力獲取其他國營重工業的股權，包括石油和媒體。其中，他的媒體王國更是外界視為葉爾欽在1996年俄羅斯總統選舉獲勝的原因。自2000年俄羅斯總統普京上台以後，別列佐夫斯基立即成為普京政權的打擊對象。他被控多項金融詐騙和貪污等罪名。為了免被起訴，他於2001年移民英國並尋求政治庇護。2006年，別列佐夫斯基的密友，同样流亡英国的俄羅斯叛逃特工亚历山大·利特维年科被人用放射性元素钋-210毒杀事件。2008年，別列佐夫斯基的另一位密友和商业伙伴，格鲁吉亚商人Badri在英国离奇死亡。2013年3月23日，别列佐夫斯基被发现死于英国伯克郡的住所中，死因不明。